# Comanche (Comic)
Comanche ist eine zwischen 1969 und 2002 erschienene frankobelgische Comicserie.

## Handlung
Durch Zufall verschlägt es Red Dust, einen rothaarigen Cowboy irischer Abstammung, in das verschlafene Nest Greenstone Falls in Wyoming. Er kommt auf der Triple Six Ranch der jungen Farmerin Comanche unter. Zusammen mit dem schrulligen Ten Gallons, dem Farbigen Toby und dem Greenhorn Clem bewirtschaftet und verteidigt er das Anwesen seiner Arbeitgeberin gegen Indianer und Viehdiebe. Als Red Dust einer Verbrecherbande das Handwerk legt, muss er ins Gefängnis. Nach seiner Entlassung zieht es ihn weiter in den Westen, um der immer näher rückenden Zivilisation zu entgehen. Später kehrt er wieder zu Comanche und ihrer Ranch „666“ zurück.

## Hintergrund
Greg schrieb diesen Comic-Western. Die Zeichnungen stammten von Hermann, der die Protagonisten letztmals 1985 auf einer Seite in Les aventures mystérieuses et rocambolesques de l’agent spatial zeichnete. Michel Rouge übernahm 1990 die zeichnerische Gestaltung. Das letzte Szenario wurde von Rodolphe zu Ende geschrieben. Die Serie erschien zwischen 1969 und 1980 in der belgischen und zwischen 1969 und 1982 in der französischen Ausgabe von Tintin. Eine weitere Episode wurde 1990 in Hello Bédé veröffentlicht. Einige Kurzgeschichten kamen in Tintin Sélection und Super Tintin heraus. Die Alben veröffentlichte Le Lombard und Dargaud. Im deutschen Sprachraum begann die Veröffentlichung im alten Zack. Weitere Episoden brachte Koralle in Zack Parade und Zack Comic Box heraus. Die ersten Alben erschienen in der Reihe Die großen Edel-Western von Ehapa. Für die eigenständige Serie waren nacheinander Carlsen, Ehapa und Kult verantwortlich. Kult fasste alle Kurzgeschichten in einem Sonderband zusammen. Splitter startete schließlich eine Neuauflage.

## Alben
- Red Dust (Bd. 1, 1972)
- Krieg ohne Hoffnung (Bd. 2, 1973)
- Die Wölfe von Wyoming (Bd. 3, 1974)
- Roter Himmel über Laramie (Bd. 4, 1975)
- Das Tal ohne Licht (Bd. 5, 1976)
- Rote Rebellen (Bd. 6, 1976)
- Der Mann mit dem Teufelsfinger (Bd. 7, 1977)
- Die Sheriffs (Bd. 8, 1980)
- Die Feuerteufel von Wyoming (Bd. 9, 1981)
- Das Geheimnis um Algernon Brown (Bd. 10, 1983)
- Die Wilden (Bd. 11, 1990)
- Ein Dollar mit drei Seiten (Bd. 12, 1992)
- Der Wanderzirkus (Bd. 13, 1995)
- Dead River (Bd. 14, 1997)
- Red Dust Express (Bd. 15, 2002)